# Теорема схем
Теорема схем, или теорема шаблонов — основная теорема теории генетических алгоритмов, дающая обоснование их эффективности. Впервые сформулирована и доказана Дж. Холландом в 1975 году. 

## Понятие схемы
Схемой называется подмножество множества всех возможных генотипов, возможных в данной популяции, заданное в виде хромосомы с фиксированными значениями некоторых битов. Остальные биты могут принимать любые значения, образуя примеры схемы. Так, примерами схемы 00**1* являются хромосомы 000010, 000011, 000110, 000111, 001010, 001011, 001110 и 001111. Количество фиксированных битов называется порядком схемы, а расстояние между крайними фиксированными позициями (т.е. разность их номеров) — её определяющей длиной. Порядок вышеприведённой схемы равен 3, а определяющая длина 5 - 1 = 4. Функция пригодности (ФП) схемы — это среднее значение функции пригодности всех её примеров.

## Теорема
Теорема схем показывает происходящее  при смене поколений экспоненциальное распространение хорошо приспособленных схем с малыми порядком и определяющей длиной (такие схемы с ФП выше, чем в среднем по популяции, называют строительными блоками). Математически это выражается неравенством:
{\displaystyle \mathbb {E} {\bigl [}N(h,t+1){\bigr ]}\;\geq \;N(h,t)\,{\frac {f(h,t)}{f(t)}}\,(1-p)}
Здесь {\displaystyle N(h,t)} — количество примеров схемы h на шаге t, а {\displaystyle \mathbb {E} {\bigl [}N(h,t+1){\bigr ]}} — математическое ожидание количества примеров схемы на следующем шаге; 
{\displaystyle f(h,t)} — функция пригодности схемы на шаге t; 
{\displaystyle f(t)} — среднее значение ФП по всей популяции на том же шаге;
{\displaystyle p} — вероятность уничтожения схемы под действием генетических операторов. Эта вероятность равна:
{\displaystyle p={\delta (h) \over l-1}p_{c}+o(h)p_{m},}
где {\displaystyle \delta (h)} — определяющая длина схемы, {\displaystyle o(h)} — порядок, {\displaystyle p_{c}} — вероятность скрещивания, а {\displaystyle p_{m}} — вероятность мутации. Таким образом, полная форма записи теоремы выглядит так:
{\displaystyle \mathbb {E} {\bigl [}N(h,t+1){\bigr ]}\geq N(h,t){f(h,t) \over f(t)}[1-{\delta (h) \over l-1}p_{c}-o(h)p_{m}].}
Теорема схем не даёт точных значений, а лишь нижнюю оценку среднего количества примеров схемы после очередной смены поколений. Это вызвано тем, что есть вероятность возникновения новых примеров схемы при действии генетических операторов на хромосомы, не имевшие ранее к ней отношения.